# Giordano Angelini

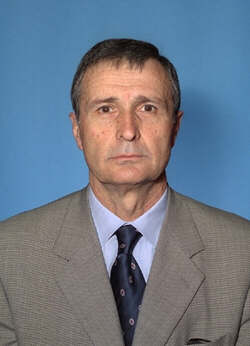
Giordano Angelini

Giordano Angelini (nascido em 28 de setembro de 1939) é um empresário e político italiano que serviu como prefeito de Ravenna (1980–1987), deputado (1987–2001) e subsecretário de Estado (1998–2001).